# Muttekopf
Le Muttekopf est une montagne qui s’élève à 2 774 m d’altitude dans les Alpes de Lechtal, en Autriche.